# گراز گوزن
گراز گوزن (انگلیسی: Beast of Dean) گراز گوزن نام یک حیوان سم‌دار از خانواده خوکان است اما به گفته شاهدانی که این موجود را دیده‌اند این حیوان می‌توانسته شکار کند و گوشت بخورد. گفته می‌شود که زنده این حیوان را برای نخستین بار در جنگل‌های حوالی گلاسترشر، انگلستان مشاهده کرده‌اند. اندازه این موجود بسیار غول آساست. دانشمندان احتمال می‌دهند که این حیوان بازمانده یک گونه ماقبل تاریخی از گرازهای وحشی باشد که در دوران کهن زمین‌شناسی زندگی می‌کرده‌اند.